# Bandiera della Felce argentata
La bandiera della Felce argentata (in inglese Silver Fern Flag) è usata come bandiera non ufficiale in Nuova Zelanda, ed è spesso affiancata alla bandiera ufficiale. La felce rappresenta simbolicamente il cambiamento e la rinascita del popolo neozelandese. Il simbolo stesso della felce è usato sull'emblema nazionale e sulla moneta da un dollaro, oltre che essere il simbolo della nazionale di rugby a 15 e di altre società sportive. Fu usata per la prima volta sulle insegne militari neozelandesi durante la seconda guerra anglo-boera (1899-1902).

## Proposte di cambiamento
Il ministro degli affari culturali Marie Hasler propose nel 1998 l'uso della felce argentata come bandiera ufficiale ma la proposta fu bocciata dal primo ministro Jenny Shipley.
Nel 2003 la barca neozelandese all'America's Cup ha usato la bandiera della felce e una canzone con lo stesso nome.
Nel 2005 l'organizzazione NZ Flag.com Trust, fondata con lo scopo di cambiare la bandiera neozelandese ha lanciato una petizione per un referendum, tuttavia raccogliendo un numero insufficiente di firme.
Nel 2014 il premier John Key annunciò un referendum sull'adozione di una nuova bandiera. La consultazione si tenne nel 2016 in due fasi. Nella prima, in cui doveva scegliersi l'alternativa alla bandiera ufficiale, l'opzione più votata risultò essere una sorta di compromesso tra la bandiera istituzionale e la felce argentata. Nella seconda votazione però questo bozzetto ottenne solo il 43.27% dei voti espressi, pertanto la bandiera del paese rimase quella con la Union Jack e la Croce del Sud.

## Galleria d'immagini

Bandiera proposta da James Dignan.
Bandiera proposta da Kyle Lockwood nella versione del 2004.
Bandiera proposta da Kyle Lockwood e scelta per essere votata al Referendum sulla bandiera neozelandese del 2016